# Бреза, Станислав
Станислав Бреза (Станислав Каетан Кристиан Бреза из Горая; 10 августа 1752 — 7 февраля 1847) — польский государственный деятель, королевский камергер, граф (с 1798 года).

## Биография
Представитель польского дворянского рода Брез, имевшего собственный герб. Старший сын стольника любачевского Михаила Брезы (1718—1771) и Евы Журавской. Младшие братья — Антоний, Мацей и Феликс Брезы.
В 1784 году Станислав Бреза был избран послом на сейм. В 1790 года посол от Гнезненского воеводства на Четырехлетний сейм. Сторонник прогрессивной партии и член Товарищества друзей конституции 1791 года.
В 1798 году Станислав Бреза получил титул графа от курфюрста Саксонии Фридриха Августа (1768—1806), а затем короля Саксонии (1806—1827), который был крестным отцом его сына Фредерика Августа (род. 1808).
После вступления французских войск на польские земли, входившие в состав Прусского королевства, в 1806 году Станислав Бреза возглавил администрацию в Познани. В 1807 году он стал директором казначейства и внутренних дел Великого герцогства Варшавского, затем министром иностранных дел Великого герцогства Варшавского (1807—1815). В 1815 году Станислав Бреза возглавил депутацию, отправленную от граждан Великого княжества Познанского к королю Пруссии Фридриху Вильгельму III.
Кавалер офицерского креста французского ордена Почётного легиона (1807), ордена Святого Станислава (1809) и ордена Белого орла (1809).
Член польской масонской ложи «Parfait Silence».

## Семья и дети
23 мая 1793 года Станислав Бреза женился на Антонине Марии Радолинской (1771—1845), дочери подкомория всховского Юзефа Станислава Радолинского (1730—1781) и Катарины Рачинской (1744—1792). Их дети:
- Юлия (1798—1882), жена с 1818 года графа Евстахия Воловича (1784—1847)
- Юзеф (род. 1800)
- Мауриций (род. 1800)
- Генрик (1800—1843)
- Титус (1801—1865)
- Евгений (1802—1856)
- Фредерик Август (1808—1873)
- Владимир Антоний Мацей (1812—1876)